# Coronephthya
Coronephthya is een geslacht van neteldieren uit de klasse van de Anthozoa (bloemdieren).

## Soort
- Coronephthya macrospiculata (Thomson & Mackinnon, 1910)